# Camilla Ferranti
Camilla Vittoria Ferranti (Terni, 2 mei 1979) is een Italiaanse actrice.